# Karlsplatz 12 (Prichsenstadt)
Das Haus Karlsplatz 12 (früher Hausnummer 70) ist ein denkmalgeschütztes Gebäude in der Kernstadt des unterfränkischen Prichsenstadt.

## Geschichte
Das Anwesen Karlsplatz 12, das genau gegenüber dem Rathaus zu finden ist, entstand zu Beginn des 18. Jahrhunderts. Unklar ist allerdings, ob ein älterer Vorgängerbau existierte. Eine Datierung oberhalb der Haustür verweist auf das Jahr 1710, in dem das Haus fertiggestellt wurde. Eine inzwischen zerstörte Inschrift an einem am Obergeschoss angebrachten Wasserspeier erwähnte mit den Buchstaben „H.W.S.“ den möglichen Erbauer des Hauses. Erstmals urkundlich erwähnt wurde es im Jahr 1734.
Damals bewohnten Rotgerber das Haus, die eine bedeutende Bevölkerungsgruppe innerhalb der Prichsenstädter Altstadt bildeten und gewissen Reichtum anhäufen konnten. Wahrscheinlich lebte die Familie Schnauder am heutigen Karlsplatz 12, die mit dem Müller Heinrich Wilhelm Schnauder ihren prominentesten Vertreter stellte. Schnauder war auch der Erbauer der Schnaudersmühle, die er zu einer Lohmühle für die Produkte aus dem Gerberwesen umbauen ließ. Noch 1744 konnte die Familie im Haus nachgewiesen werden. Im 19. Jahrhundert wurde das Haus verändert.

## Beschreibung
Das Haus Karlsplatz 12 wird vom Bayerischen Landesamt für Denkmalpflege als Baudenkmal eingeordnet. Untertägige Reste von Vorgängerbauten sind als Bodendenkmal vermerkt. Daneben ist es Teil des Ensembles Altstadt Prichsenstadt. Es präsentiert sich als zweigeschossiger Mansarddachbau, der sich zum Hof in zu einem dritten Geschoss erhöht. Während das Erdgeschoss massiv gebaut wurde, brachte man im Obergeschoss Fachwerk an. Das Anwesen ist das älteste rein dreizonige Haus ohne Zierfachwerk in Prichsenstadt.